# Alan McIntyre
Alan McIntyre (Whanganui, 20 september 1949) is een voormalig hockeyer uit Nieuw-Zeeland. 
McIntyre nam tweemaal deel aan de Olympische Spelen en won daarbij met zijn ploeggenoten in 1976 verrassend de gouden medaille.

## Erelijst
- 1968 – 7e Olympische Spelen in Mexico-stad
- 1973 – 7e Wereldkampioenschap hockey in Amstelveen
- 1976 –  Olympische Spelen in Montreal